# The Open Road
The Open Road är en komedi/drama-film från 2009 skriven och regisserad av Michael Meredith. Skådespelare i filmen är bland andra Justin Timberlake, Kate Mara, Jeff Bridges och Mary Steenburgen. Filmningen äger rum i olika delar av södra USA.
Filmen hade världspremiär i Tyskland den 7 februari 2009.

## Rollista
| Justin Timberlake  | – Carlton   |
| Ted Danson         | – Coach     |
| Harry Dean Stanton | – Amon      |
| Mary Steenburgen   | – Katherine |
| Kate Mara          | – Lucy      |
| Jeff Bridges       | – Kyle      |